# Nachimow-Medaille

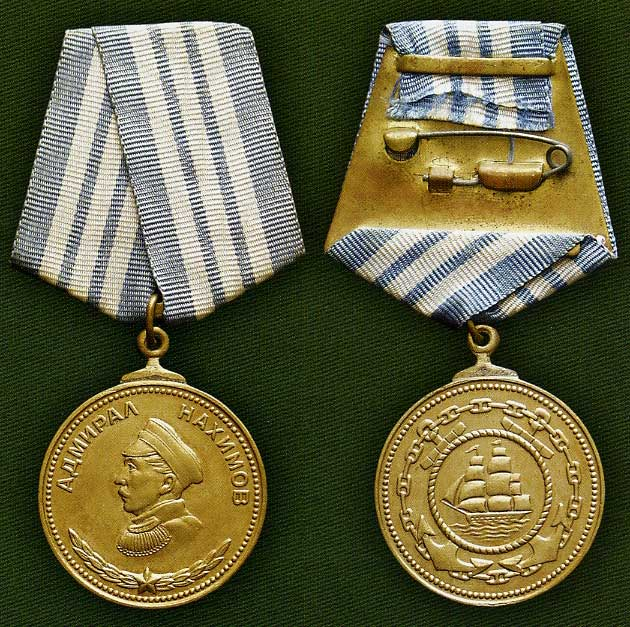
Avers und Revers der Medaille

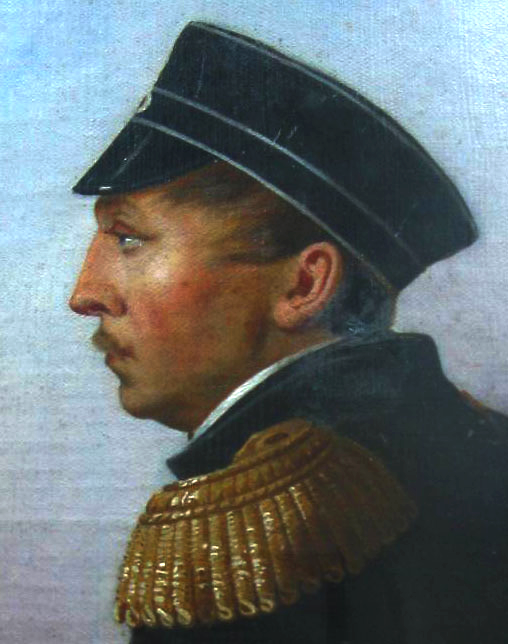
Unverkennbarer Einfluss des Gemäldes auf die Gestaltung der Medaille

Die Nachimow-Medaille (russisch Медаль Нахимова) war eine militärische Auszeichnung der ehemaligen Sowjetunion, welche am 3. März 1944 vom Präsidium des Obersten Sowjets in einer Stufe gestiftet wurde.

## Verleihungsbedingungen
Die Nachimow-Medaille diente der Würdigung von Verdiensten der Angehörigen der sowjetischen Seekriegsflotte. Ihre Verleihung war an Matrosen und Soldaten, Maate und Unteroffiziere, Meister, Stabsfeldwebel und Fähnriche der Seekriegsflotte sowie der maritimen Grenztruppen möglich. Konkret konnte die Medaille für hervorragende Taten zum Schutz des Vaterlandes, für aktives Handeln zur erfolgreichen Erfüllung der gestellten Gefechtsaufgabe verliehen werden. Ferner für tapferes Verhalten beim Schutz der Seegrenzen der UdSSR sowie für selbstlosen Handeln bei der Erfüllung der militärischen Pflicht.

## Aussehen und Trageweise
Die bronzene Medaille besteht aus Buntmetall, hat einen Durchmesser von 36 mm und zeigt auf ihrem Avers mittig das links gewandte Bildnis des Namensgebers der Medaille, den russischen Admiral Pawel Stepanowitsch Nachimow mit Matrosenmütze sowie seinen darüberliegenden Dienstgrad und Nachnamen Адмирал Нахимов (Admiral Nachimow). Am unteren Rand der Medaille sind zwei diagonal gekreuzte Lorbeerzweige abgebildet. Das Revers der Medaille zeigt dagegen mittig einen 13 mm durchmessendes Seilkreis mit dem Linienschiff Asow, welches Nachimow seinerzeit kommandierte. Darunter sowie darüber ragen zwei diagonal gekreuzte und teilweise verdeckte Anker heraus. Umschlossen wird die Symbolik von einer Ankerkette sowie einem Perlkreis. Die Öse der Medaille ist in Ankerform gehalten, an dessen oberen Ende eine blaue pentagonale Spange angebracht ist. In dessen Mitte sind drei 3 mm breite weiße senkrechte Mittelstreifen eingewebt, die im Abstand von 2 mm zueinander stehen. Die Interimspange ist von gleicher Beschaffenheit. Getragen wurde die Medaille an der linken oberen Brustseite des Beliehenen.

## Verleihungszahlen
Die relativ späte Stiftung der Medaille im Frühjahr 1944 führte dazu, dass die Medaille im Rahmen des Großen Vaterländischen Krieges wenig und sehr sparsam verliehen wurde. Die Erstverleihung erfolgte am 10. April 1944 an den Feldwebel M. A. Kolossow sowie die beiden Matrosen E. W. Tolstow und F. G. Moschkow der Nordflotte. Die Erstverleihung an Angehörige der Schwarzmeerflotte erfolgte am 20. April 1944 an den Matrosen N. D. Belik sowie den Obermeister G. I. Belikow und den Stabsobermeister I. F. Belkin. Drei Angehörige der baltischen Flotte,
die Matrosen N. G. Wawilkin, I. S. Gawrilow sowie der Obermeister W. A. Wassilew, erhielten die Medaille am 26. Juni 1944. Insgesamt wurde die Medaille bis Kriegsende 12.800 mal verliehen. Bis Anfang 1981 wuchs die Zahl der Verleihungen auf mehr als 13.000. Bis zur Verleihungseinstellungen 1991 wurde sie etwa 14.000 mal verliehen.